# 다이렉트드로 서피스
다이렉트드로 서피스(DirectDraw Surface), 곧 .dds 파일 포맷은 텍스처 매핑과 입방체 환경 지도를 저장하는 데 쓰이는 마이크로소프트사의 포맷이다. (둘 다 압축, 비압축되어 있다) 플레이스테이션 3와 엑스박스 360과 같은 게임 기기와 GPU에 쓰이는 DXTn으로 압축된 데이터를 저장하는 데 유용하다.

## 역사
이 포맷은 다이렉트X 7.0에 도입되었다. 다이렉트X 8.0에서 볼륨 텍스처에 대한 지원이 추가되었다. 원래 다이렉트X를 위해 설계되었으나 오픈지엘과 ARB 텍스처 압축 확장에서도 사용할 수 있다.

## 같이 보기
- 다이렉트X
- 다이렉트3D
- 다이렉트드로
- DXTn